# Никулино (Пестяковский район)
Никулино — село в Пестяковском районе Ивановской области России, входит в состав Пестяковского сельского поселения.

## География
Село расположено в 16 км на юго-восток от райцентра рабочего посёлка Пестяки.

## История
Село Никулино известно с 1814 года, когда на средства прихожан построена каменная Церковь Вознесения Господня.
В конце XIX — начале XX века село входило в состав Неверослободской волости Гороховецкого уезда Владимирской губернии.
С 1929 года Никулино являлось центром Никулинского сельсовета Пестяковского района, с 1954 года — в составе Вербинского сельсовета, с 1968 года — в составе Мордвиновского сельсовета, с 2005 года — в составе Неверово-Слободского сельского поселения, с 2015 года — в составе Пестяковского сельского поселения.

## Население
| 1859 | 1905 | 2010 |
| ---- | ---- | ---- |
| 185  | ↘103 | ↘67  |

## Достопримечательности
В селе находится действующая Церковь Вознесения Господня (1814).